# Benaize
Pour les articles homonymes, voir Benaize (homonymie).
La Benaize est un cours d'eau français, qui coule dans les départements de la Creuse, de la Haute-Vienne, de l'Indre et de la Vienne, en régions Centre-Val de Loire et Nouvelle-Aquitaine.
C'est un affluent de l'Anglin, donc un sous-affluent de la Loire par la Gartempe, la Creuse et la Vienne.

## Géographie

### Cours
Le cours d'eau à une longueur de 79,2 km.
Il prend sa source dans le département de la Creuse, à 370 m d'altitude, près du lieu-dit « le Puy la Pierre », sur le territoire de la commune de La Souterraine, puis s'écoule vers le nord-ouest.
Son confluent avec l'Anglin, se situe dans le département de l'Indre, à 84 m d'altitude, près du lieu-dit « Ségère », sur le territoire de la commune de Saint-Hilaire-sur-Benaize,.

Le confluent en 2024
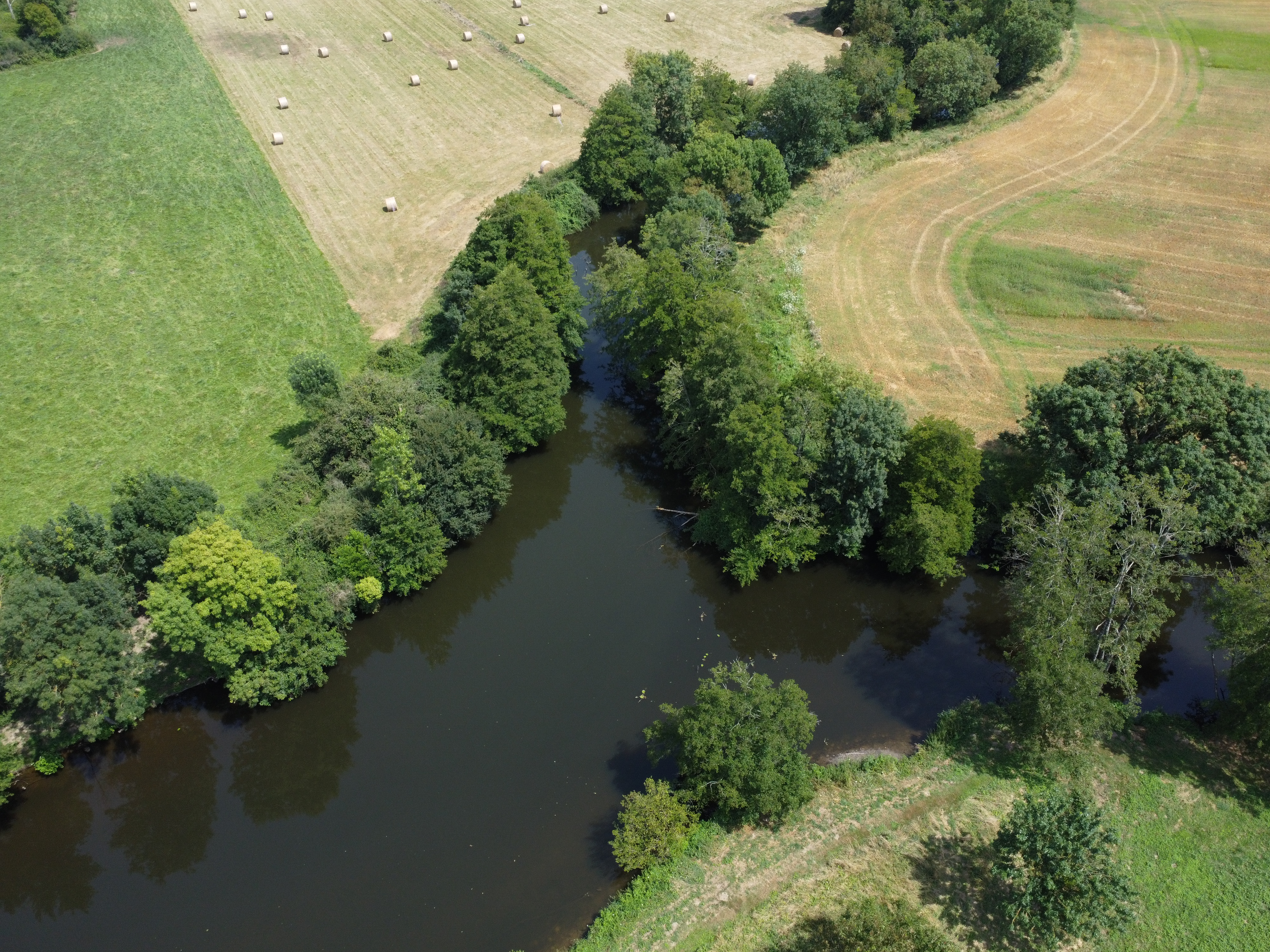
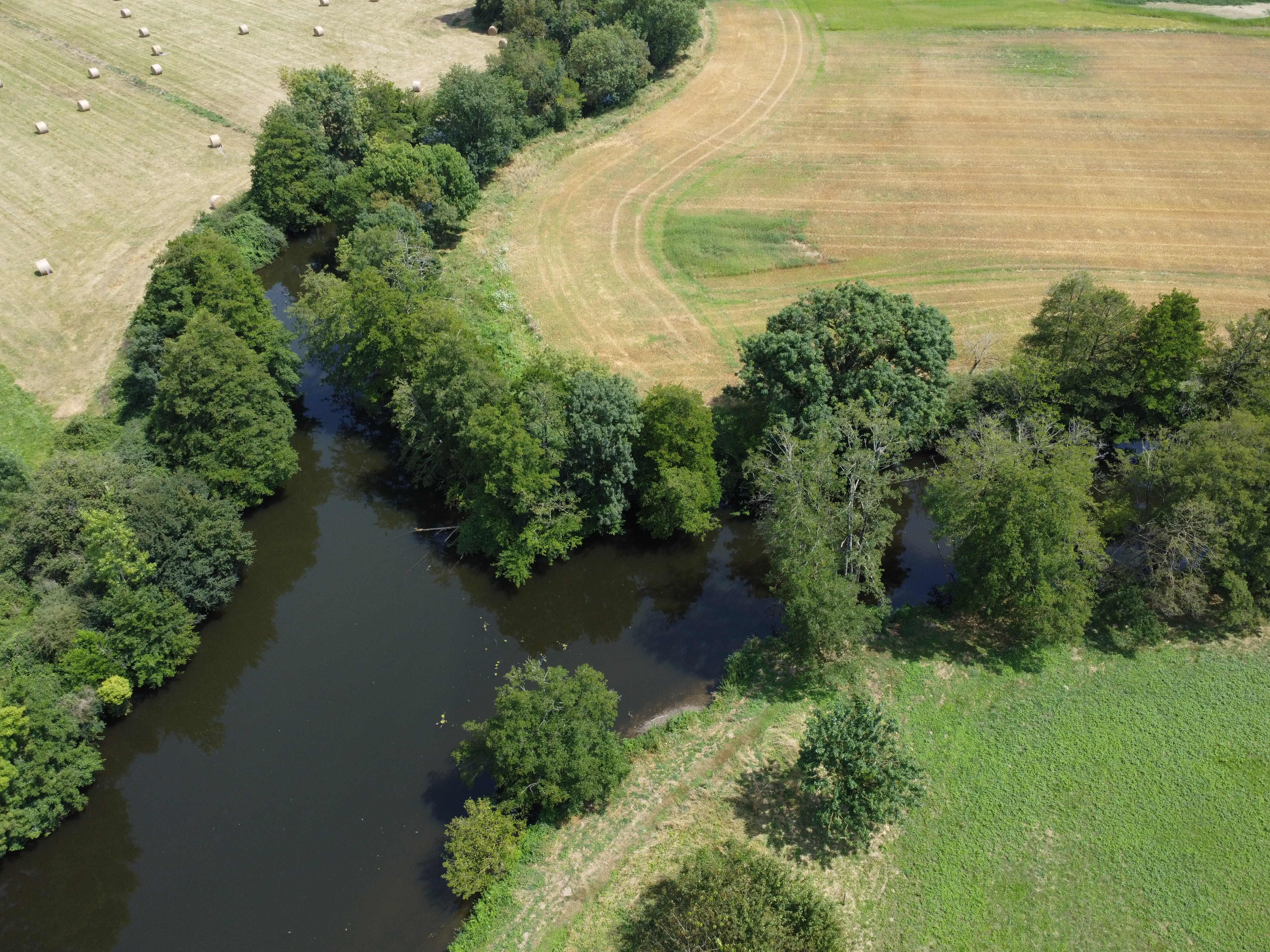
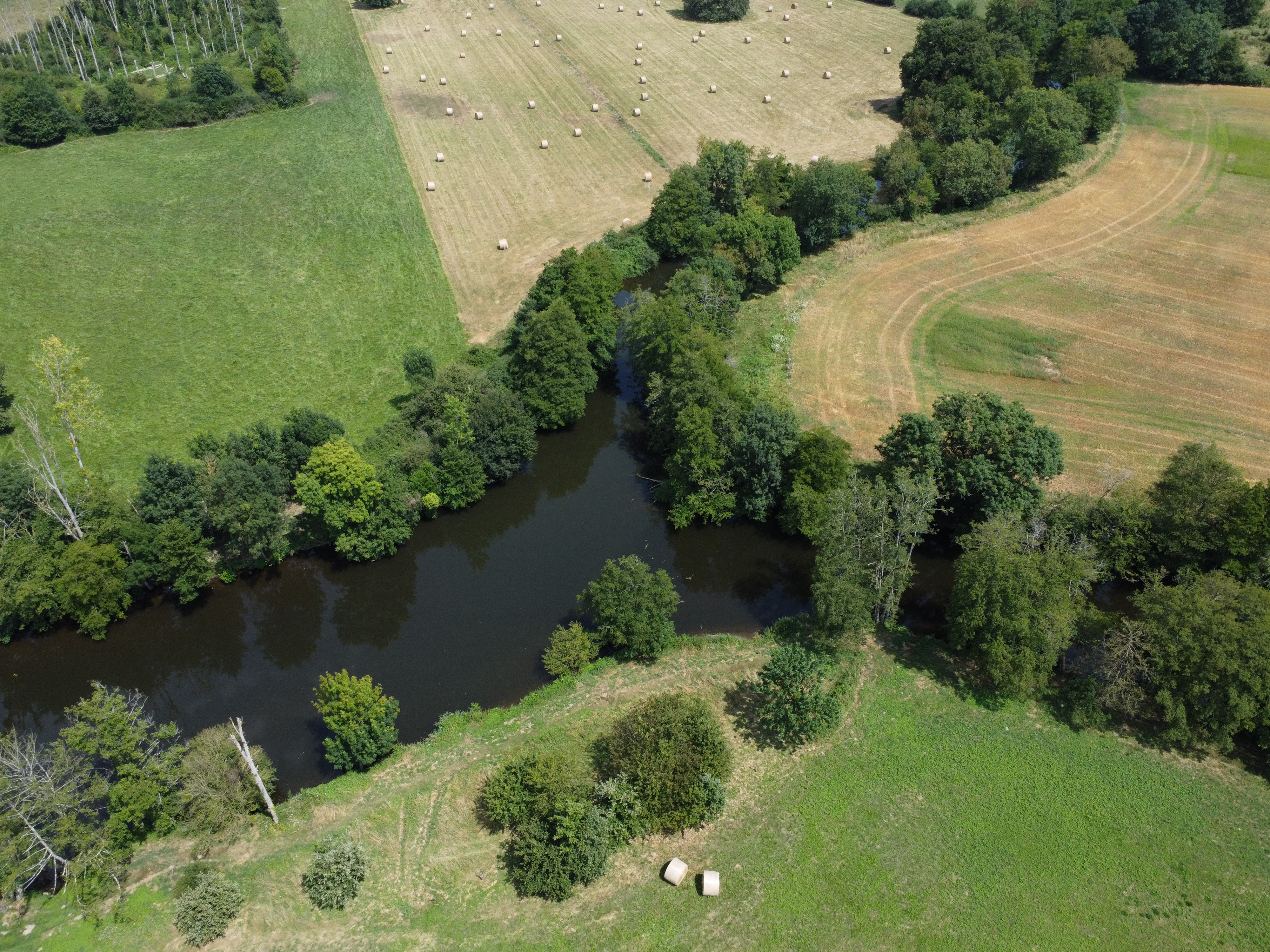
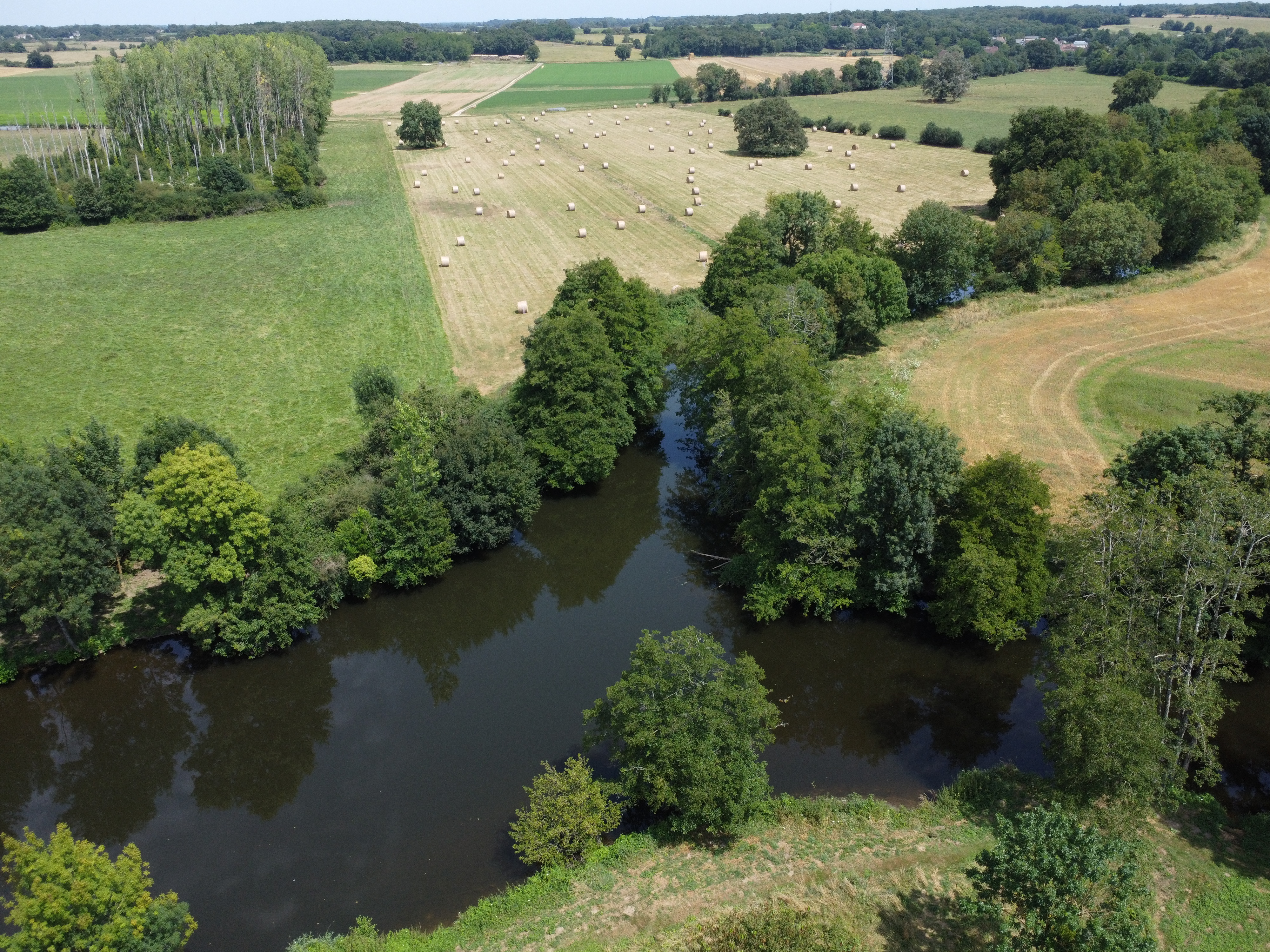

### Départements et communes traversés
La rivière traverse dix-sept communes situés dans les départements de la Creuse, de l'Indre, de la Vienne et de la Haute-Vienne,.

#### Creuse (23)
- La Souterraine
- Vareilles

#### Haute-Vienne (87)
- Arnac-la-Poste
- Cromac
- Jouac
- Lussac-les-Églises
- Mailhac-sur-Benaize
- Saint-Martin-le-Mault
- Saint-Sulpice-les-Feuilles

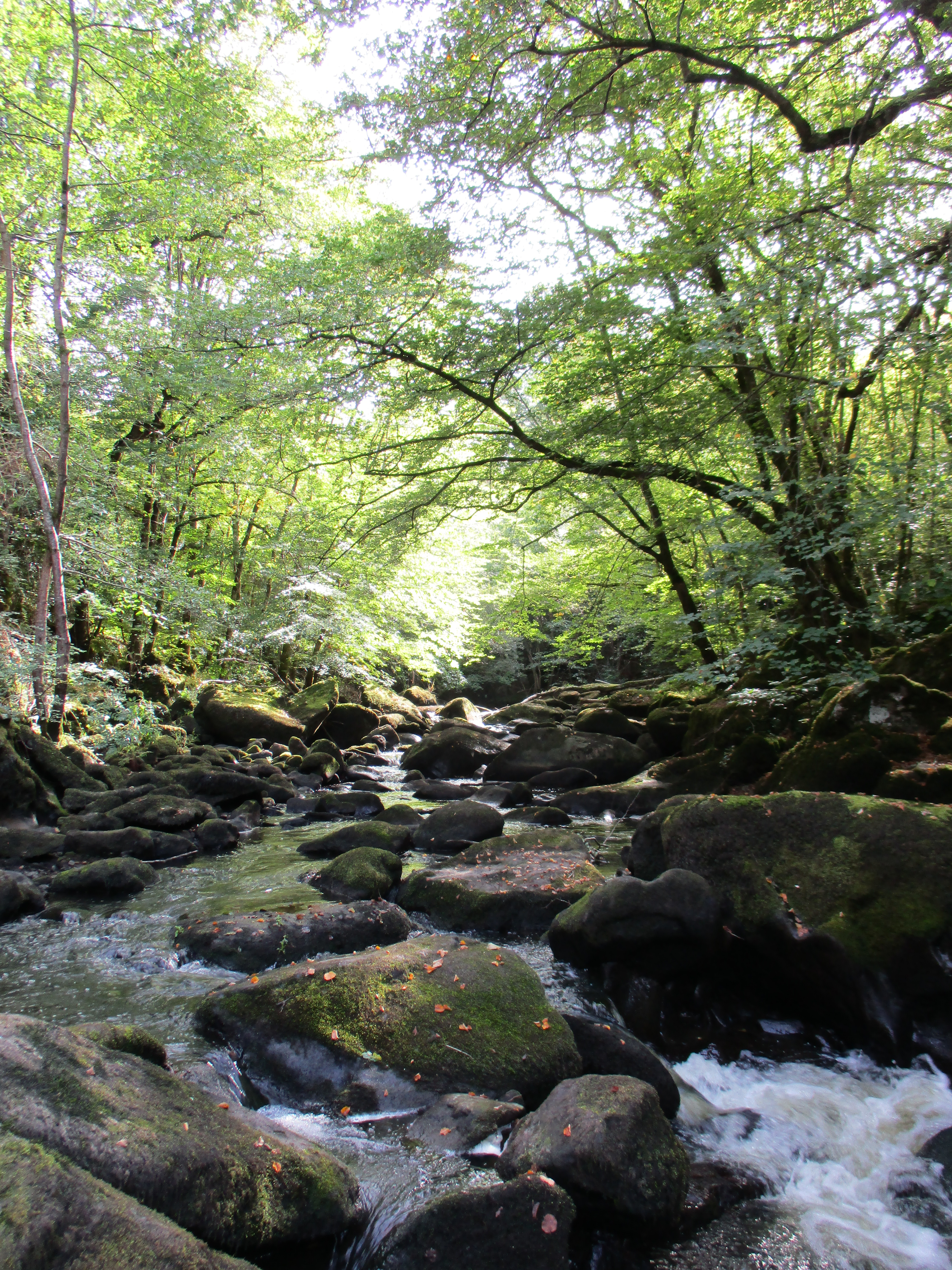
Cromac en 2017.

#### Vienne (86)
- Brigueil-le-Chantre
- Coulonges
- Liglet
- Thollet
- La Trimouille

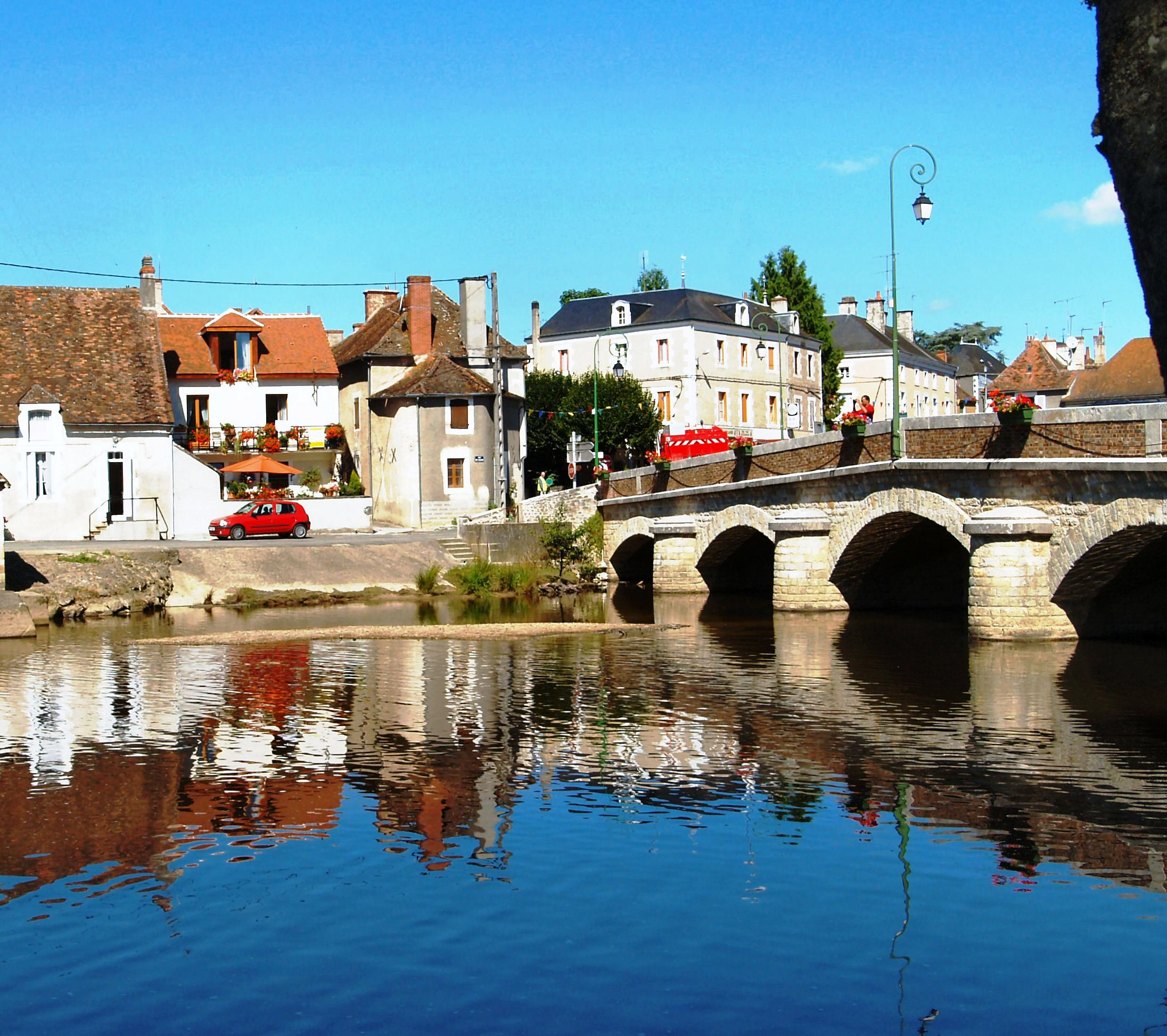
La Trimouille en 2008.

#### Indre (36)
- Bonneuil
- Saint-Hilaire-sur-Benaize
- Tilly

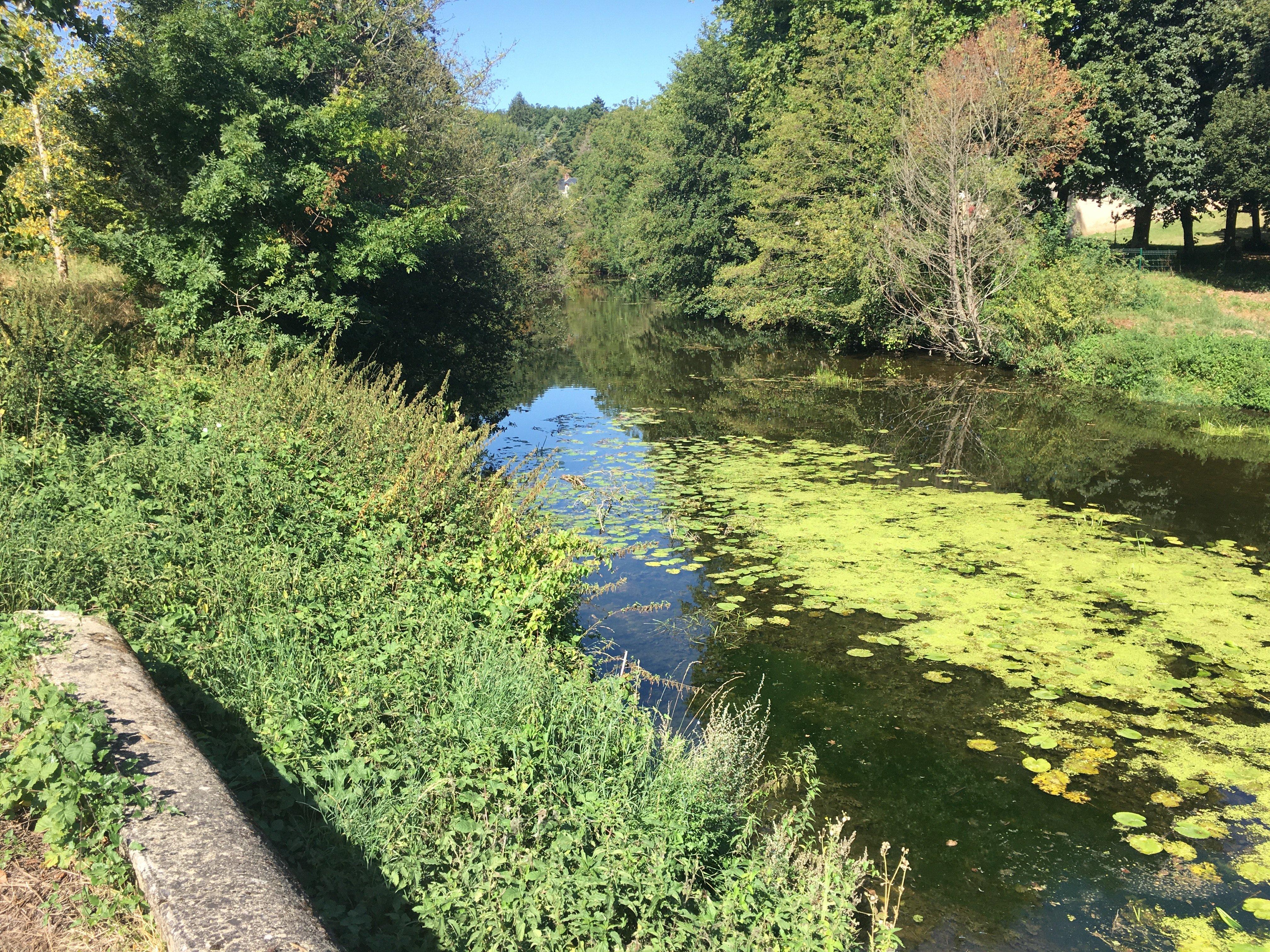
Saint-Hilaire-sur-Benaize en 2020.

### Bassin versant
Les bassins hydrographiques sont découpés dans le référentiel national BD Carthage en éléments de plus en plus fins, emboîtés selon quatre niveaux : régions hydrographiques, secteurs, sous-secteurs et zones hydrographiques.
La Benaize traverse les neuf zones hydrographiques suivantes :
- le Glevert & ses affluents ;
- l'Anglin de la Benaize au Salleron ;
- la Benaize de l'Asse au Narablon ;
- la Benaize du Narablon à l'Anglin ;
- la Benaize du Glevert au L562660 ;
- la Benaize de sa source au Gleveret ;
- l'Anglin de l'Allemette à la Benaize ;
- l'Asse du rau des Fretilles à la Benaize ;
- la Benaize du L532660 à l'Asse.

Le bassin versant de la Benaize s'insère dans les zones hydrographiques « La Benaize de l'Asse au Narablon, La Benaize du Narablon à l'Anglin, La Benaize du Glevert au L562660, La Benaize de sa source au Gleveret et La Benaize du L532660 à l'Asse », au sein du bassin DCE plus large « La Loire, les cours d'eau côtiers vendéens et bretons ».

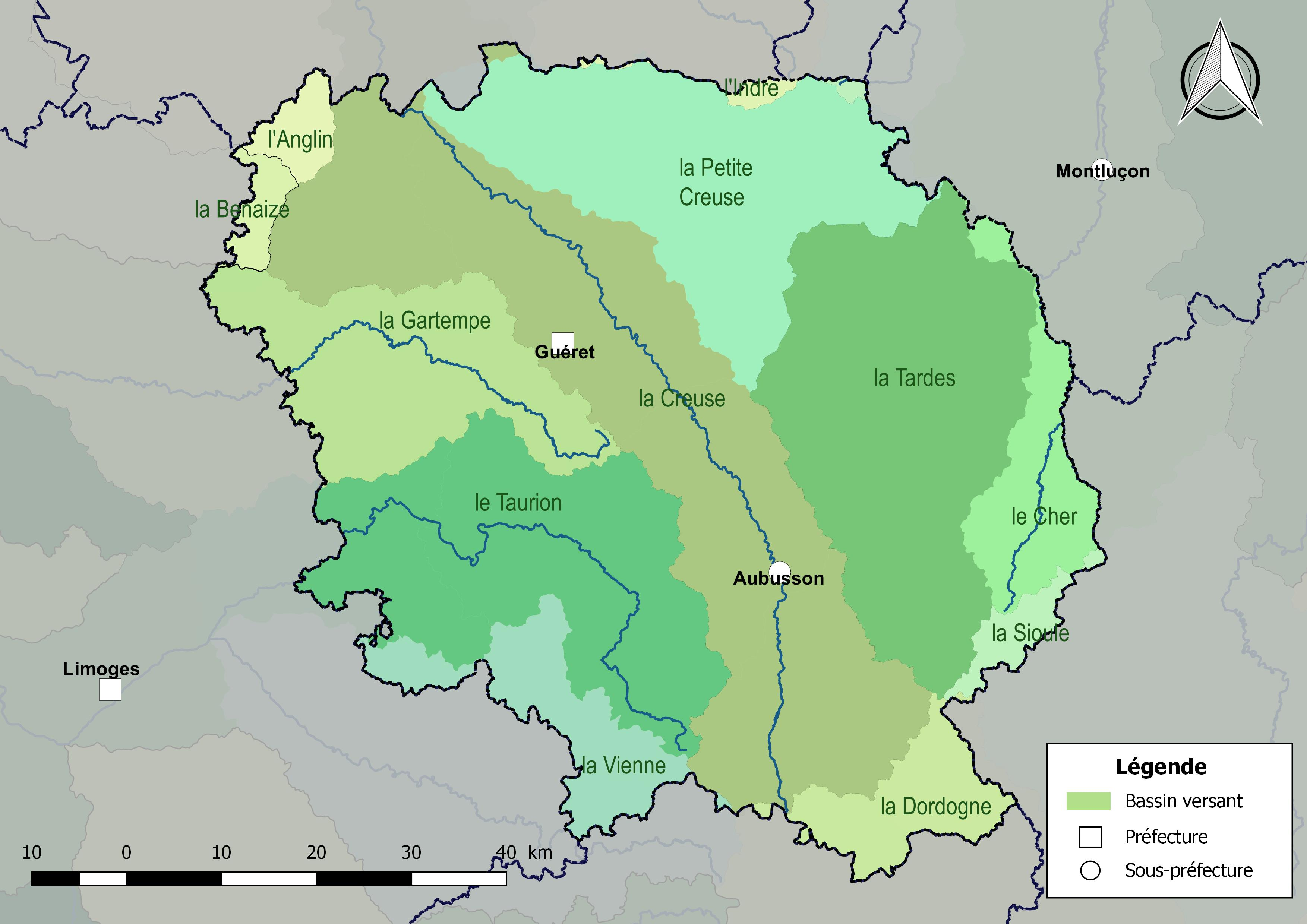
Les principaux bassins versants du département de la Creuse.
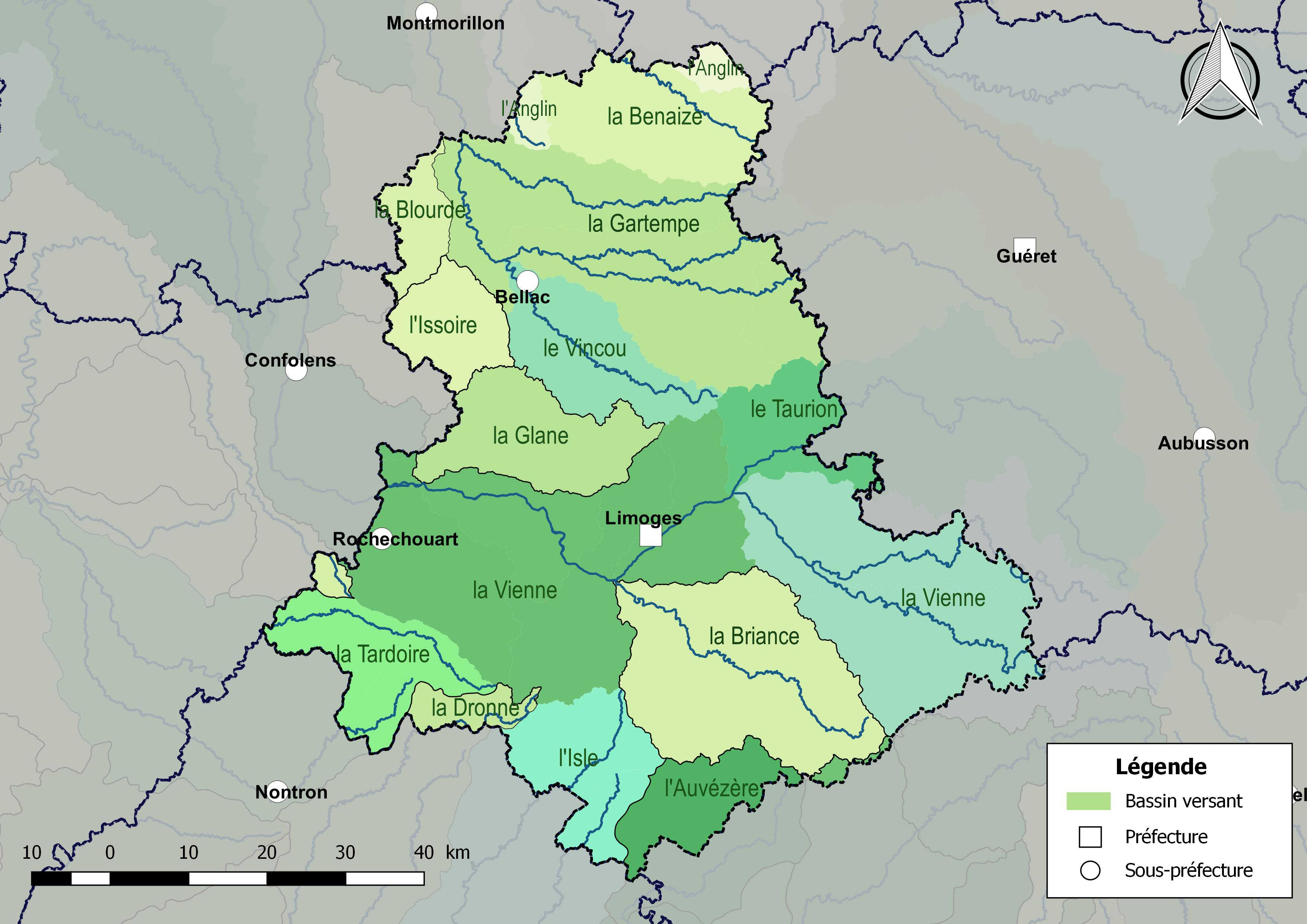
Les principaux bassins versants du département de la Haute-Vienne.
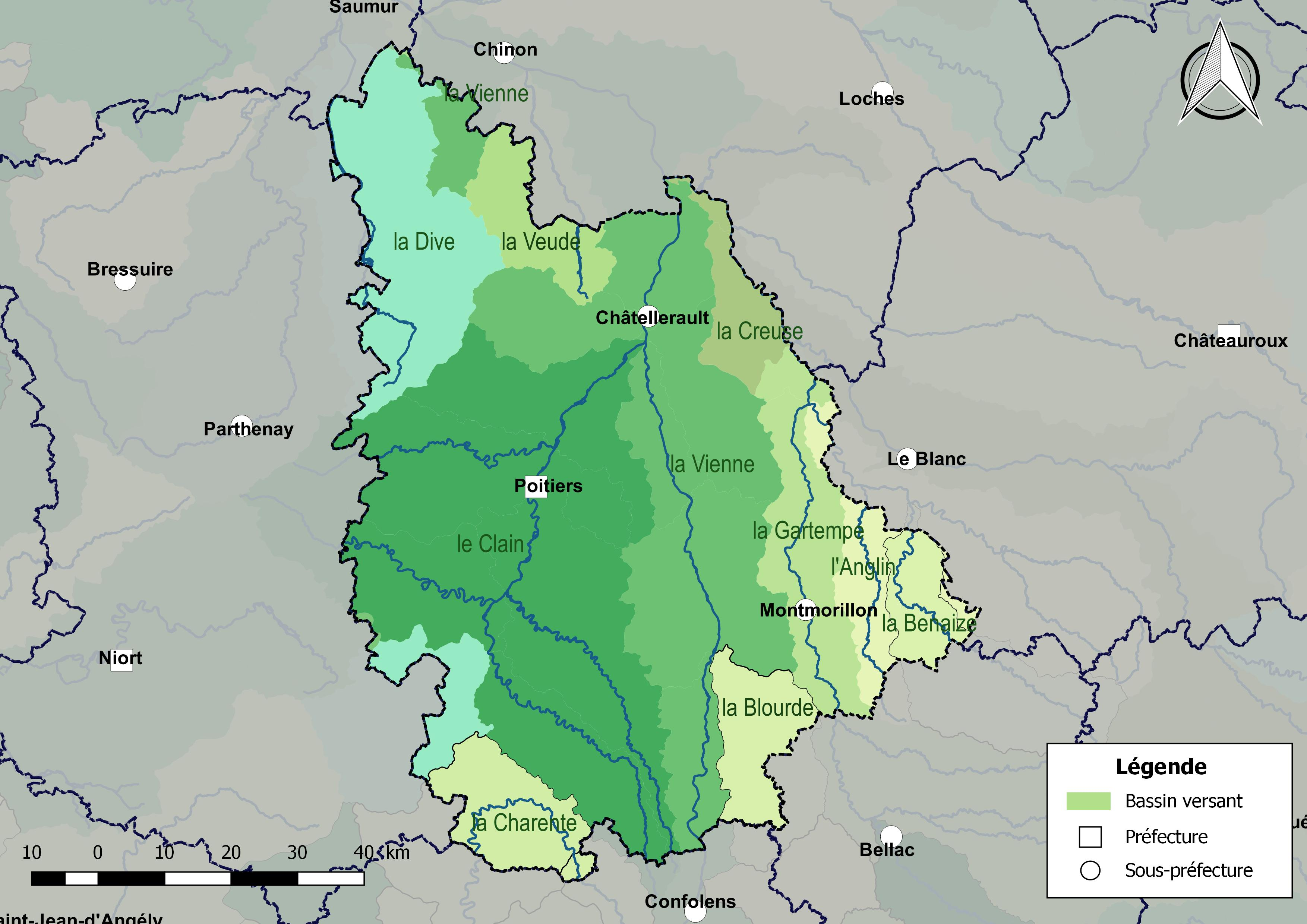
Les principaux bassins versants du département de la Vienne.
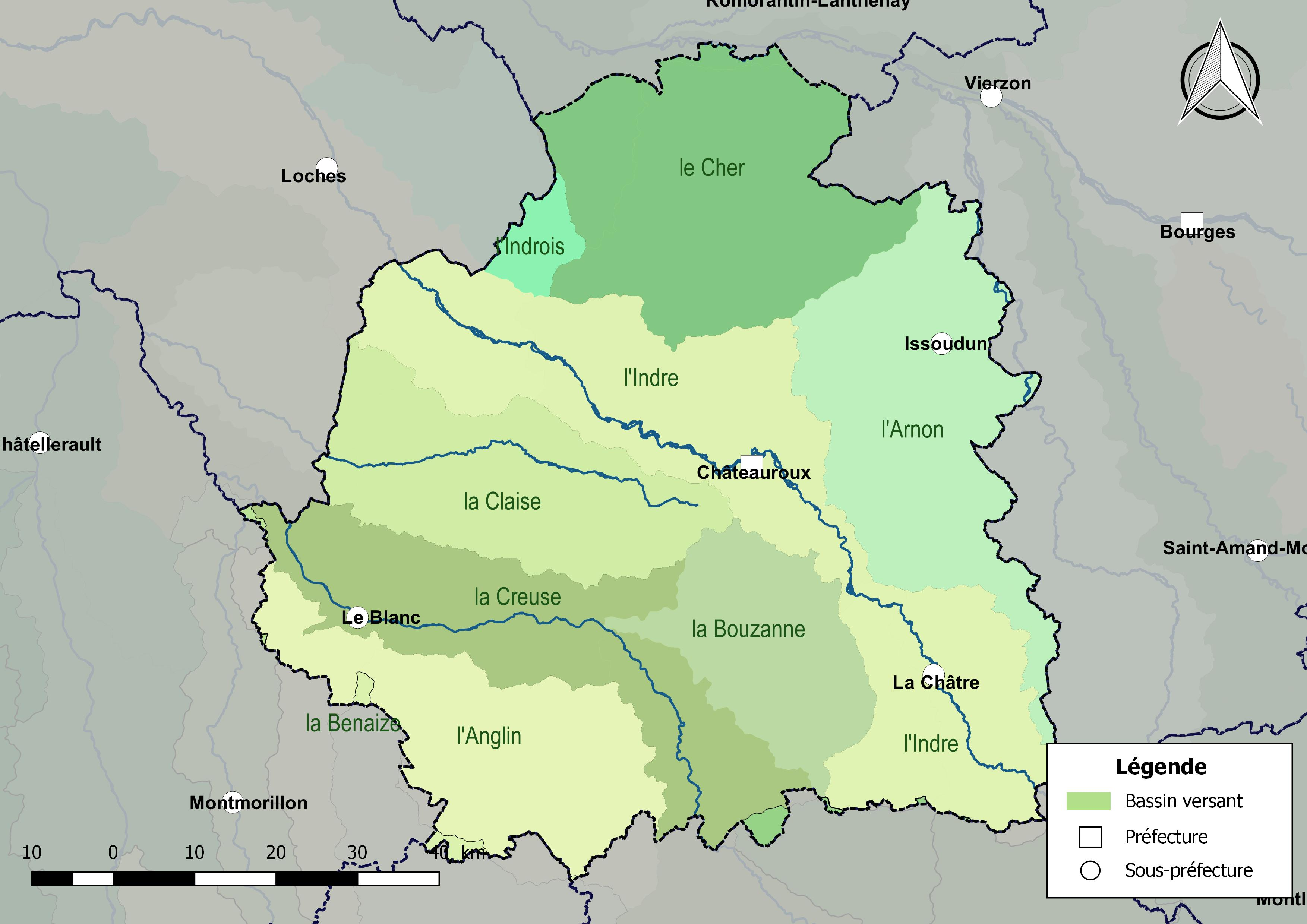
Les principaux bassins versants du département de l'Indre.

#### Échelle du bassin
En France, la gestion de l’eau, soumise à une législation nationale et à des directives européennes, se décline par bassin hydrographique, au nombre de sept en France métropolitaine, échelle cohérente écologiquement et adaptée à une gestion des ressources en eau. La Benaize est sur le territoire du bassin Loire-Bretagne et l'organisme de gestion à l'échelle du bassin est l'agence de l'eau Loire-Bretagne.

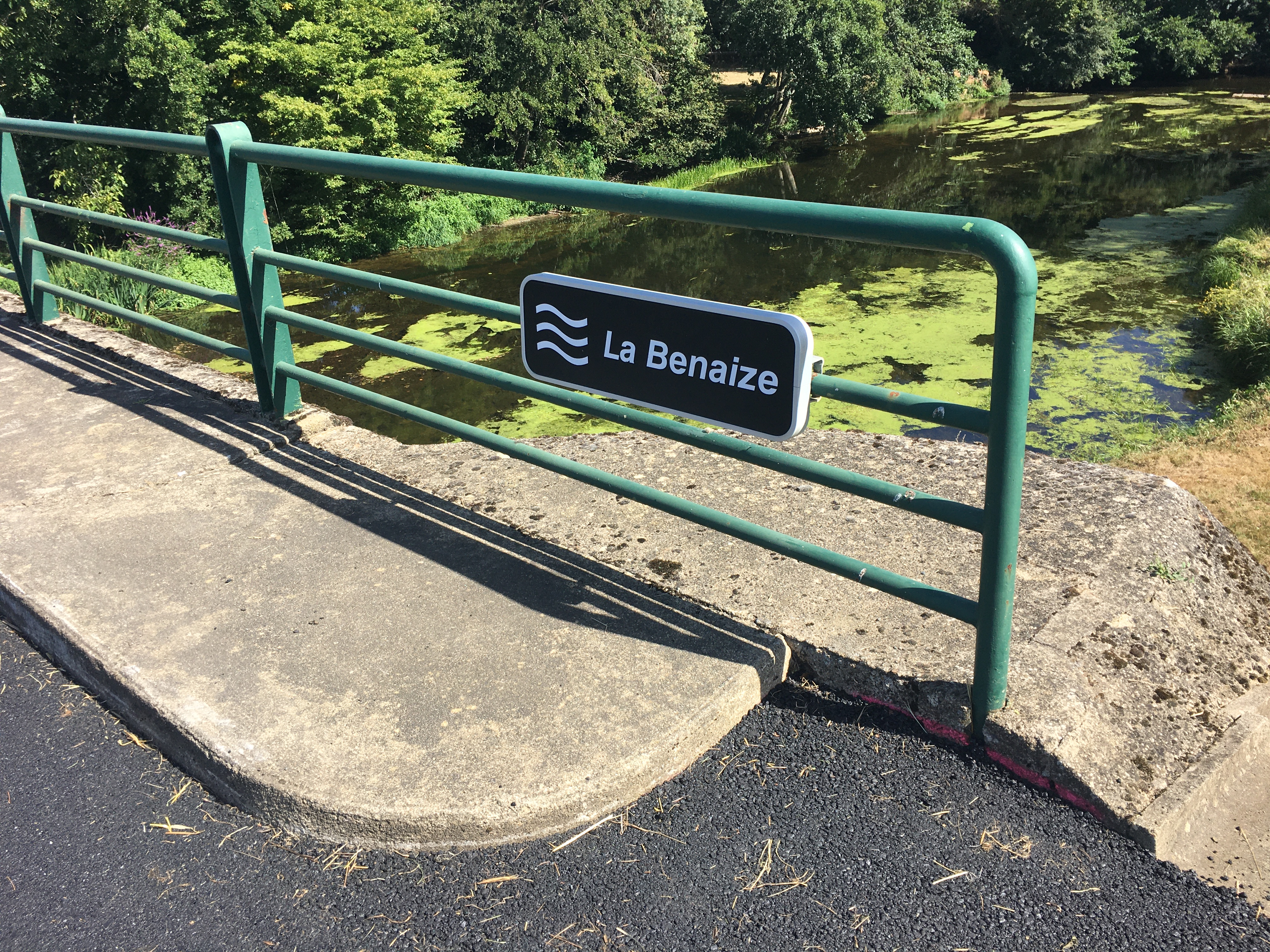

### Organisme gestionnaire
Le syndicat mixte d’aménagement de la Brenne, de la Creuse, de l’Anglin et de la Claise (SMABCAC) est l'organisme gestionnaire du cours d'eau.

## Affluents
La Benaize possède soixante deux affluents.
| Noms                  | km | Noms                 | km | Noms                | km |
| --------------------- | -- | -------------------- | -- | ------------------- | -- |
| L'Asse                | 44 | Le Cros              | 2  | Ruisseau du Bouchet | 1  |
| Le Narablon           | 22 | L5626700             | 2  | L5634300            | 1  |
| Le Glevert            | 17 | L5605040             | 2  | L5605550            | 1  |
| La Mazère             | 5  | L5674150             | 2  | L5606140            | 1  |
| Ruisseau le Rigeallet | 5  | L5605600             | 1  | L5606040            | 1  |
| L5626300              | 4  | La Font Chaude       | 1  | L5634800            | 1  |
| L5674300              | 4  | L5607300             | 1  | L5634200            | 1  |
| L5624500              | 3  | L5605500             | 1  | L5664050            | 1  |
| L5674200              | 3  | Ruisseau des Vergnes | 1  |                     |    |

| Noms                    | km | Noms      | km | Noms     | km |
| ----------------------- | -- | --------- | -- | -------- | -- |
| La Chaume               | 16 | Le Bonnet | 2  | L5664100 | 1  |
| Le Corcheron            | 11 | L5674100  | 2  | L5634100 | 1  |
| Le Vivet                | 5  | L5624100  | 2  | L5607500 | 1  |
| La Garde                | 5  | L5624700  | 2  | L5605400 | 1  |
| L5674050                | 5  | L5626200  | 2  | L5625000 | 1  |
| Ruisseau de la Breuille | 5  | L5634250  | 2  | L5634700 | 1  |
| La Brosse               | 3  | L5626600  | 2  | L5606090 | 1  |
| L5604400                | 3  | L5604100  | 2  | L5605940 | 1  |
| L5605060                | 3  | L5604040  | 2  | L5624140 | 1  |
| Le Monsandeau           | 3  | L5624400  | 2  | L5675300 | 1  |
| L5607400                | 3  | L5604020  | 1  | L5605020 | 1  |
| Ruisseau des Prés       | 3  | L5605990  | 1  | L5624900 | 0  |

### Rang de Strahler
Son rang de Strahler est de quatre.

## Hydrologie

### Stations de mesures
Jouac
Établie à 181 m d'altitude, la station de mesure est située sur la commune de Jouac (Haute-Vienne). Elle fut mise en service le 1er janvier 1979 à 0 h. C'est une station de type « station à une échelle » et son statut est « station avec signification hydrologique ». Son bassin-versant topographique représente 190 km2. La hauteur instantané maximal enregistré a été de 3,750 m, le 17 décembre 1982 (16 h 26). Le débit instantané maximal enregistré a été de 79,4 m3/s, le 17 décembre 1982 (16 h 26).
La Trimouille
Établie à 97 m d'altitude, la station de mesure est située sur la commune de La Trimouille (Vienne). Elle fut mise en service le 6 octobre 2014 à 00h00. C'est une station de type « station à une échelle » et son statut est « station avec signification hydrologique ». Son bassin-versant topographique représente 507 km2. La hauteur instantané maximal enregistré a été de 2,267 m, le 1er juin 2016 (0 h 30). Le débit instantané maximal enregistré a été de 132 m3/s, le 1er juin 2016 (0 h 30).

### Crues

#### À la station de Jouac
Le tableau ci-dessous indiques les dix relevés les plus importants en périodes de crue jusqu'en 2023 pour la station.
| Dates            | Heures | Hauteurs (m) | Dates            | Heures | Débits (m3/s) |
| ---------------- | ------ | ------------ | ---------------- | ------ | ------------- |
| 17 décembre 1982 | 16h26  | 3,750        | 17 décembre 1982 | 16h26  | 79,4          |
| 6 janvier 1982   | 14h36  | 3,490        | 6 janvier 1982   | 14h36  | 73,5          |
| 4 mars 2006      | 18h46  | 3,272        | 4 mars 2006      | 18h46  | 72,5          |
| 1er janvier 1994 | 3h58   | 2,930        | 1er janvier 1994 | 3h58   | 64,2          |
| 15 janvier 1981  | 12h55  | 2,920        | 15 janvier 1981  | 12h55  | 60,7          |
| 12 mai 1981      | 20h30  | 2,870        | 12 mai 1981      | 20h30  | 59,6          |
| 28 mars 1979     | 8h34   | 2,860        | 28 mars 1979     | 8h34   | 59,4          |
| 28 décembre 1999 | 4h46   | 2,651        | 28 décembre 1999 | 4h46   | 56,9          |
| 25 janvier 1980  | 1h31   | 2,650        | 14 juillet 2021  | 56,4   | 56,4          |
| 21 avril 2008    | 10h30  | 2,547        | 25 janvier 1980  | 1h31   | 54,6          |

#### À la station de La Trimouille
Le tableau ci-dessous indiques les dix relevés les plus importants en périodes de crue jusqu'en 2023 pour la station.
| Dates            | Heures | Hauteurs (m) | Dates            | Heures | Débits (m3/s) |
| ---------------- | ------ | ------------ | ---------------- | ------ | ------------- |
| 1er juin 2016    | 00h30  | 2,267        | 1er juin 2016    | 00h30  | 132           |
| 31 mai 2016      | 23h59  | 2,249        | 31 mai 2016      | 23h59  | 131           |
| 14 juillet 2021  | 8h40   | 2,058        | 14 juillet 2021  | 8h40   | 122           |
| 17 février 2018  | 13h10  | 1,688        | 17 février 2018  | 13h10  | 96,7          |
| 2 février 2021   | 00h20  | 1,681        | 2 février 2021   | 00h20  | 92,3          |
| 28 décembre 2020 | 03h50  | 1,653        | 28 décembre 2020 | 03h50  | 90,1          |
| 5 mars 2020      | 20h00  | 1,600        | 5 mars 2020      | 20h00  | 86,1          |
| 11 décembre 2023 | 12h30  | 1,532        | 11 décembre 2023 | 12h30  | 81,6          |
| 14 novembre 2023 | 20h40  | 1,505        | 21 janvier 2018  | 3h50   | 81,3          |
| 21 janvier 2018  | 3h50   | 1,492        | 14 novembre 2023 | 20h40  | 79,6          |

### État des masses d'eau et objectifs
Pour les cours d’eau, la délimitation des masses d’eau est basée principalement sur la taille du cours d’eau et la notion d’hydro-écorégion. Ces masses d’eau servent ainsi d’unité d’évaluation de l’état des eaux dans le cadre de la directive européenne.
La Benaize fait partie des masses d'eau codifiées FRGR0421 et FRGR0422 et dénommée « La Benaize depuis la confluence de l'Asse jusqu'à la confluence avec l'Anglin et la Benaize et ses affluents depuis la source jusqu'à la confluence avec l'Asse ».
Le schéma directeur d'aménagement et de gestion des eaux (Sdage) Loire-Bretagne est un document de planification dans le domaine de l’eau. Il définit, pour une période de six ans, les grandes orientations pour une gestion équilibrée de la ressource en eau ainsi que les objectifs de qualité et de quantité des eaux à atteindre dans le bassin Loire-Bretagne. L'état des lieux 2013 défini dans la SDAGE 2016 – 2021 et les objectifs à atteindre pour cette masse d'eau sont les suivants,, :
| Code masse d'eau | Libellé masse d'eau                                                            |
| ---------------- | ------------------------------------------------------------------------------ |
| FRGR0421         | La Benaize depuis la confluence de l'Asse jusqu'à la confluence avec l'Anglin  |
| FRGR0422         | La Benaize et ses affluents depuis la source jusqu'à la confluence avec l'Asse |

|          | Écologique | Biologique | Physico-chimie générale | Polluants spécifiques |
| -------- | ---------- | ---------- | ----------------------- | --------------------- |
| FRGR0421 | Moyen      | Moyen      | Bon état                | X                     |
| FRGR0422 | Moyen      | Moyen      | Bon état                | X                     |

|          | Écologique | Chimique | Global   |
| -------- | ---------- | -------- | -------- |
| FRGR0421 | Bon état   | Bon état | Bon état |
| FRGR0422 | Bon état   | Bon état | Bon état |

## Histoire
La Benaize a donné son hydronyme aux deux communes suivantes de Mailhac-sur-Benaize et de Saint-Hilaire-sur-Benaize.

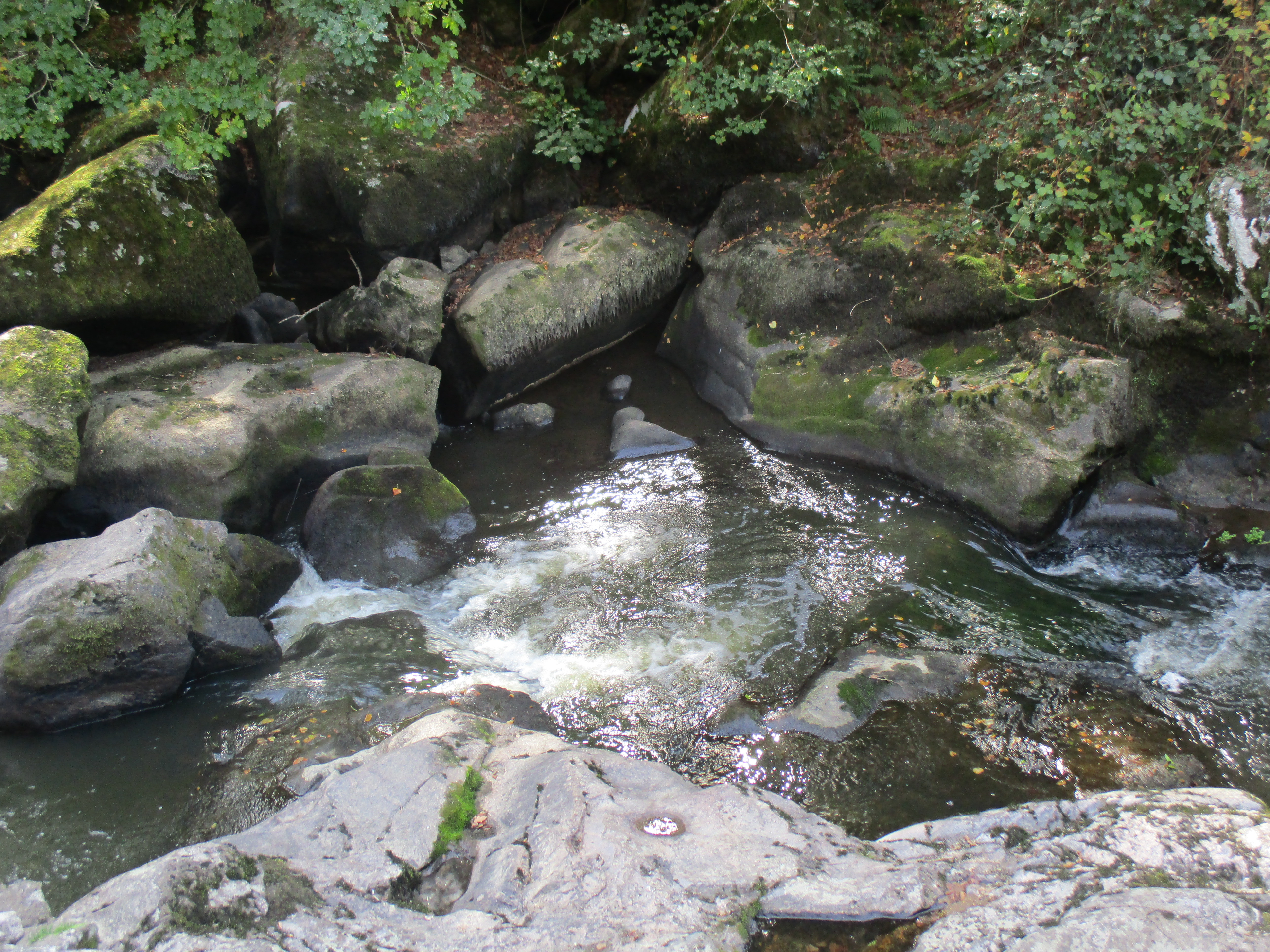
Le « Pot bouillant » à Cromac en 2017.

## Aménagements et écologie

### Milieu naturel
La Benaize de la confluence avec le Glevert jusqu'à la confluence avec l'Anglin sont classées dans la liste 1 au titre de l'article L. 214-17 du code de l'environnement sur le Bassin Loire-Bretagne. Du fait de ce classement, aucune autorisation ou concession ne peut être accordée pour la construction de nouveaux ouvrages s'ils constituent un obstacle à la continuité écologique et le renouvellement de la concession ou de l'autorisation des ouvrages existants est subordonné à des prescriptions permettant de maintenir le très bon état écologique des eaux.
Le cours d'eau est de première catégorie dans les départements de la Creuse et de la Haute-Vienne. Il est de deuxième catégorie sur le reste de son parcours.